# Běla
Běla je ženské křestní jméno slovanského původu. Vzniklo jako překlad francouzského jména Blanka, jehož význam je „bílá, čistá“. Srbochorvatskou podobou jména je Bjela. Může být také příjmením.
V českém občanském kalendáři má svátek 21. ledna. Na Měsíci se nachází kráter Béla, který byl pojmenován mj. podle tohoto slovanského jména.

## Statistické údaje
Následující tabulka uvádí četnost jména v ČR a pořadí mezi ženskými jmény ve srovnání dvou roků, pro které jsou dostupné údaje MV ČR – lze z ní tedy vysledovat trend v užívání tohoto jména:
| Rok       | Četnost   | Pořadí   |
| 1999      | 1567      | 190.     |
| 2002      | 1513      | 193.     |
| Porovnání | o 54 méně | o 3 hůře |
| 2006      | 1393      | 207.     |

Změna procentního zastoupení tohoto jména mezi žijícími ženami v ČR (tj. procentní změna se započítáním celkového úbytku žen v ČR za sledované tři roky 1999–2002) je −2,7%.

## Známé nositelky
- Běla Kolářová, česká fotografka
- Běla Třebínová, česká plavkyně
- Běla Raichlová, česká spisovatelka
- Běla Gran Jensen, česká manažerka a filantropka žijící v Norsku

## Příjmení
- Antonín Běla, český podnikatel a šéf českého podsvětí 90. let